# Athis thysanete
Athis thysanete is een vlinder uit de familie Castniidae. De wetenschappelijke naam van de soort is, als Castnia thysanete, voor het eerst geldig gepubliceerd in 1912 door Harrison Gray Dyar.
De soort komt voor in het Neotropisch gebied in Mexico.

## Andere combinaties
- Castnia thysanete Dyar, 1912
- Frostetola thysanete (Dyar, 1912)